# La Marca dell'Est
La Marca Dell'Est (Aventuras en la Marca del Este) è un gioco di ruolo fantasy edito per la prima volta in Spagna a opera della Holocubierta Ediciones, che lo rilascia nell'ottobre del 2010; in Italia è distribuito dalla Red Glove e presentato nel novembre 2011 in occasione del Lucca Comics and Games.

## Gioco
Le meccaniche si basano sul d20 System, ovvero un sistema di gioco generico concesso in Open Gaming License: regole e ambientazione ne fanno, quindi, a tutti gli effetti un retroclone del set base di Dungeons & Dragons.
Il gioco è venduto in una scatola rossa (l'intento è richiamare alla memoria la nota scatola rossa del Basic Set): al suo interno un Manuale d'Avventura, un set di dadi, uno schermo del Master e un blocco di cinquanta schede personaggio. Nel Manuale d'Avventura alle regole si accompagnano due avventure preimpostate: La Torre Abbandonata della Palude e Le Miniere delle Brughiere del Pascolo.

## Ambientazione e personaggi
L'ambientazione riprende caratteristiche epico-fantastiche già note nei giochi di ruolo, ma non sono assenti innesti originali.
All'interno dei territori della Marca, città cardine è Robleda, classico villaggio medievale-fantastico, dalla quale hanno inizio le avventure degli eroi; attorno si diramano varie regioni che gli autori hanno caratterizzato differentemente le une dalle altre, servendosi di marcatori culturali abbastanza netti (la città di Visirtán ha connotati arabi, Neferu egiziani, ecc.) come descritti, però, solo ne La llamada de los Dioses (inedito in italiano).
Gli eroi si presentano nelle sole classi: Chierico, Elfo, Nano, Esploratore, Guerriero, Halfing, Ladro, Mago e Paladino; come nel Basic Set di D&D, le razze non umane non hanno distinzioni di classe, mentre Esploratore e Paladino costituiscono una novità per la razza degli Uomini. Alcuni Eroi non hanno un livello massimo di esperienza, ma il Manuale d'Avventura riporta tabelle esperienza sino al 20º livello, incantesimi del Mago e dell'Elfo sino al 9º livello, incantesimi del Chierico sino al 7º livello, abilità del Ladro sino al 14º livello. 
L'elenco mostri e oggetti sono totalmente aderenti alla tradizione dei giochi di ruolo fantasy.

## Vicende editoriali
In Spagna, a opera della stessa Holocubierta Ediciones, alla scatola base di La Marca Del'Este sono seguite una scatola blu, La llamada de los Dioses (La Chiamata degli Dei), contenente ambientazioni ulteriori, e la scatola verde, Manual Avanzado (Manuale Avanzato), un regolamento approfondito. Inoltre è edita una collana di romanzi ispirati al gioco, Las Crónicas de la Marca del Este (Le Cronache della Marca dell'Est).
Attualmente una versione in inglese della scatola rossa è in produzione grazie alla raccolta fondi avvenuta su KickStarter con il titolo di Adventure in the East Mark.
In Italia la Red Glove, malgrado un iniziale annuncio della stampa della scatola blu, prevista per l'aprile 2012 e mai presentata, ha chiuso i rapporti con l'editore spagnolo che gli aveva ceduto i diritti e ha dichiarato che non distribuirà il materiale aggiuntivo de La Marca dell'Est già uscito in Spagna.